# Fischerzeugnisse in Gelee

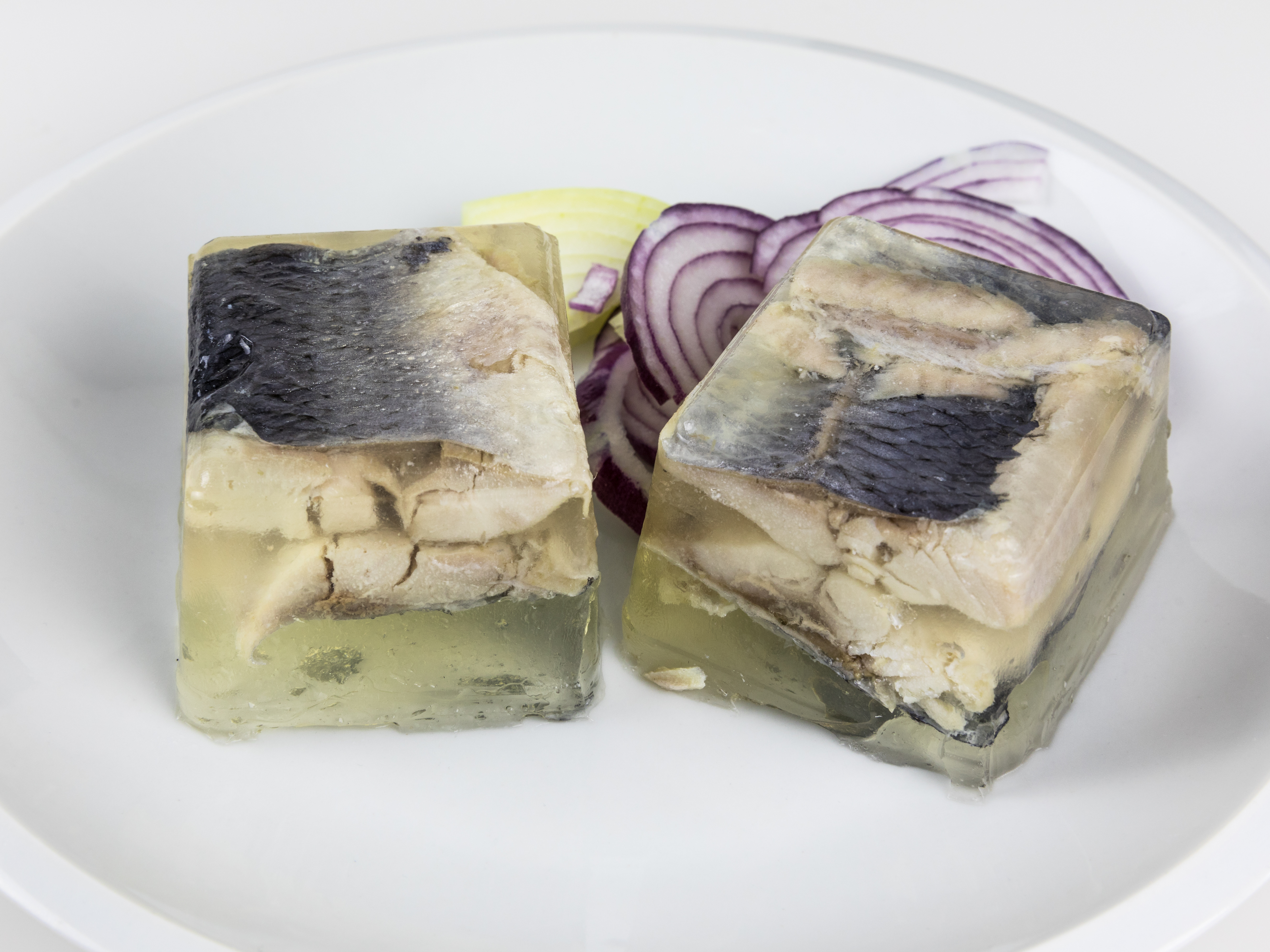
Hering in Gelee

Fischerzeugnisse in Gelee sind wie Kochfischerzeugnisse gar gemacht, können jedoch auch gebraten (frittiert), heiß geräuchert oder mariniert sein, und sind anschließend in Gelee mit Essig oder Säuerungsmitteln sowie Salz und anderen geschmackgebenden Zutaten eingelegt. Besonders schmackhaftes Gelee wird auch als Aspik bezeichnet. Für die Herstellung der Gelee-Lösung wird die in kaltem Wasser gequollene Gelatine mit den übrigen Rezepturbestandteilen (Essigsäure, Salz, Aromen und Gewürze) im restlichen Wasser gelöst. Die Erwärmung erfolgt diskontinuierlich in beheizbaren Kesseln. Bei einfachen Gelee-Erzeugnissen beträgt der Gelatineanteil 3–5,5 %, bei pasteurisierten oder sterilisierten Produkten 8–10 %, da mit steigender Temperatur ein Anteil der Gelatine zunehmend in lösliches Glutin überführt wird und so die Gelierfähigkeit verloren geht, aufgrund des sinkenden pH-Wertes. Fertige Gelee-Rezepturen aus Trockenprodukten können unterschiedliche Gelierkraft haben, diese muss jedoch möglichst hoch sein, so dass Konzentrationen um 3–5 % nach der Abkühlung auf etwa 20 °C schnittfeste Gelees ergeben.

## Konservierungseffekte
Bei einfachen Gelee- und Aspikerzeugnissen werden vegetative Keime durch die thermische Behandlung nicht abgetötet, daher wird die Haltbarkeit maßgeblich von der Qualität der Rohstoffe, der betrieblichen Hygiene sowie einer konsequenten Kühlung bestimmt. Die dichte Umhüllung mit Gelee (pH-Wert unter 4,8) bildet einen Abschluss vor Luftsauerstoff und hat eine leicht keimhemmende Wirkung, die Schimmelbildung kann so verzögert werden.
Zur chemischen Konservierung nach der Zusatzstoff-Zulassungsverordnung sind Benzoesäure und Sorbinsäure zugelassen, die auch kombiniert angewendet werden können.
Treten Verflüssigungen des Gelees auf, ist dies auf das Vorhandensein von Proteolyten zu schließen (Geleekrankheit).

## Herstellung und Bezeichnung
Als Kochfischwaren und Fischerzeugnisse in Gelee werden insbesondere hergestellt:
- aus Heringen: Hering in Gelee, Rollmops in Gelee, Speckrollmops in Gelee (wie Rollmops in Gelee, ein Teil der Einlage ist durch Speck ersetzt).
- aus Dornhai in Gelee.
- aus anderen ganzen Fischen, Fischteilen oder Fischerzeugnissen (z. B. Makrelenartige oder Krebse): mit der Bezeichnung „in Gelee“ oder „in Soße“ in Verbindung mit der Verkehrsbezeichnung der Fischart, der Fischteile oder des Fischerzeugnisses, gegebenenfalls der Soße oder anderer Zutaten.
- aus zerkleinertem Fischfleisch: mit der Bezeichnung „Sülze“ in Verbindung mit der Verkehrsbezeichnung der Fischart.[5][6][7]